# Stary Kantor
Stary Kantor – osada leśna w Polsce położona w województwie mazowieckim, w powiecie węgrowskim, w gminie Liw.